# Dhaulpur
Dhaulpur (eller Dholpur) är en stad i norra Indien. Den är administrativ huvudort för distriktet Dhaulpur i delstaten Rajasthan. Staden ligger vid floden Chambal och befolkningen uppgick till cirka 130 000 invånare vid folkräkningen 2011.